# Calophasia platyptera
Calophasia platyptera är en fjärilsart som beskrevs av Eugen Johann Christoph Esper 1788. Calophasia platyptera ingår i släktet Calophasia och familjen nattflyn. Inga underarter finns listade i Catalogue of Life.